# Клан Макгрегор
Грегоры или Макгрегоры (англ. MacGregor, гэльск. MacGrioghair) — один из кланов горной части Шотландии, владевший землями в Гленстрэ, Гленлохи и Гленорхи. Русскую ветвь клана представляют Грейги. Первую хронику истории клана составил Вальтер Скотт.

## История
Члены клана считают своим родоначальником принца Грегора Макальпина, сына короля Кеннета I — что отразилось в клановом девизе, — однако, возможно, это просто легенда. Историки склонны считать, что предком Макгрегоров был Гриогар (Griogair), сын Дангала, соправителя королевства Альба в период между 879 и 889 годами. Первым вождём клана, чье существование подтверждают исторические источники, был Гриогар Золотые шпоры (Griogair of the Golden Bridles). Около 1390 ему наследовал сын, Иан Одноглазый (Eoin Camm).
Макгрегоры были очень воинственны, и захватили многие земли силой оружия. Долгое время им удавалось сохранять «статус кво». Однако удача отвернулась от Макгрегоров, когда король Роберт Брюс передал значительную часть их земель клану Кэмпбеллов, подделавших документы на право владения. Макгрегоры долго и безуспешно боролись с Кэмпбеллами, и в конце концов лишились большинства земельных владений.
После битвы в Гленфруне, в которой погибли триста противников клана, в 1603 году король Яков VI своим указом де-юре ликвидировал клан и изгнал Макгрегоров из страны, и нельзя было называться этим именем под страхом смерти. Но клансмены приняли имена других семей, с которыми были в родстве, или сотрудничали, и так сохранили жизнь клана. Объявленные вне закона, лишенные земли и средств к существованию, Макгрегоры промышляли угоном скота, разбоем, сбором «черной дани» и браконьерством. Из рода Макгрегоров происходит знаменитый разбойник XVIII века Роб Рой — «Рыжий Роберт». Клан официально реабилитировали лишь в 1774 году, хотя фактически преследования прекратились уже со второй половины XVIII века.

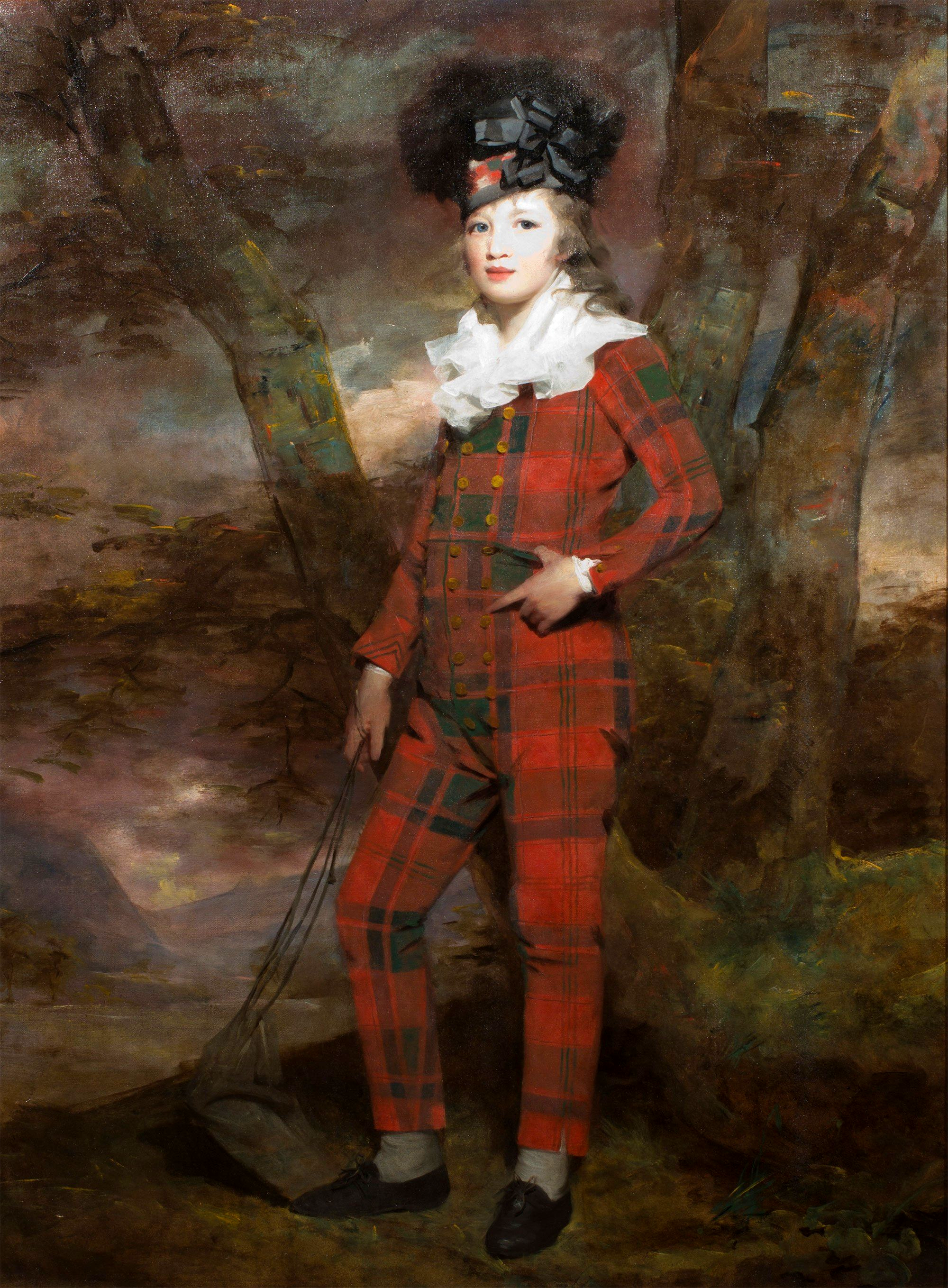
Второй баронет на портрете Г. Реберна (1790-е гг.)

1. Гриогар Золотые Шпоры (ок. 1300 — 1360)
2. Иэн Одноглазый (ок. 1325 — 1390), сын Гриогара
3. Иэн Дуф (Eoin Dubh; ок. 1350 — 1415), сын Иэна Одноглазого
4. Малкольм Хромой (Gille-coluim; ок. 1375 — 1440), сын Иэна Дуфа
5. Падрэйг (ок. 1405 — 1461), сын Малкольма Хромого
6. Иэн Дуф (ок. 1440 — 1519), сын Падрэйга (his son Maol-coluim dsp 1498)
7. Иэн Макэохан (1480—1528), прапрапрапраправнук Иэна Одноглазого
8. Алистер Рой из Гленстрэ (Alasdair ruadh of Glenstrae; 1515—1547), сын Иэна Макэохана
9. Иэн Рой (1540—1550), сын Алистера Роя
10. Гриогар Рой из Гленстрэ (1541—1571) по прозвищу Стрела Глен-Лайона, брат Иэна Роя
11. Алистер Рой из Гленстрэ (1569 — казнён в 1604), племянник Алистера Роя и сын Гриогара Роя
12. Грегор (1599—1639), также известный под именем Джон Мюррей, племянник Алистера Роя
13. Патрик Рой (ок. 1600 — 1650-е), брат Грегора
14. Джеймс (ум. 1670-е), сын Патрика Роя
15. Грегор (ум. 1680-е), сын Малкольма
16. Арчибальд из Килманана (ум. 1704), двоюродный брат Грегора
17. Александр Макгрегор или Драммонд из Балхалди (ум. 1743), вождь с 1714 года.
18. Уильям Макгрегор Драммонд из Балхалди (ум. 1765), вождь с 1743 года.
19. Александр Макгрегор Драммонд из Балхалди (1758 — ?), вождь с 1765 года.
20. сэр Джон Мюррей (Макгрегор) из Ланрика, вождь с 1775 года, с 1795 года — 1-й баронет Ланрика.
21. сэр Эван Джон Макгрегор (1785—1841), 2-й баронет Ланрика, основатель сообщества клана (1822)
22. сэр Джон Атол Баннатайн Макгрегор (1810—1851), 3-й баронет Ланрика
23. сэр Малкольм Мюррей Макгрегор (1834—1879), 4-й баронет Ланрика
24. сэр Малкольм Макгрегор (1873 — ?), 5-й баронет Ланрика
25. бригадир сэр Грегор Макгрегор (1925—2003), 6-й баронет Ланрика
26. майор сэр Малкольм Макгрегор, 7-й баронет Ланрика[1]